# GODSA
El Gabinete de Orientación y Documentación, S.A. (GODSA) fue una empresa creada en torno a 1973 que constituyó el primer gabinete técnico de apoyo a grupos o partidos políticos en embrión antes de la muerte del general Franco. Fue idea originaria de un grupo de profesionales de diversa procedencia preocupados por encontrar una salida, ni continuista ni traumática al régimen franquista, cuyo máximo líder presentaba ya evidentes problemas de salud. 
En un principio pretendió ser independiente, regirse como sociedad anónima y trabajar por encargo o por iniciativa propia, a cambio de contraprestaciones económicas. En el grupo fundador participó un reducido número de militares desempeñando funciones técnicas de documentación, análisis y archivo. 
La incorporación casi inmediata del exministro Fraga Iribarne potenció el proyecto, aunque le restó independencia; el trabajo realizado al servicio de una solución reformista sin duda mereció la pena y los textos, análisis y documentos elaborados en poco tiempo, dada la precariedad de los medios materiales y humanos con los que se trabajaba.
En ese momento (los últimos años del franquismo) los partidos políticos estaban prohibidos y la ambigua Ley de Asociaciones Políticas (surgida del tímido aperturismo de presidente del gobierno Carlos Arias Navarro, denominado espíritu del 12 de febrero) únicamente permitía la expresión de la pluralidad existente dentro del Movimiento Nacional, es decir, de las diferentes familias del franquismo que apoyaban el régimen. 
GODSA dio paso a una asociación denominada Reforma Democrática, que más tarde, en 1977, fue uno de los componentes de Alianza Popular, que se presentó en las primeras elecciones democráticas (1977).